# 王子宮

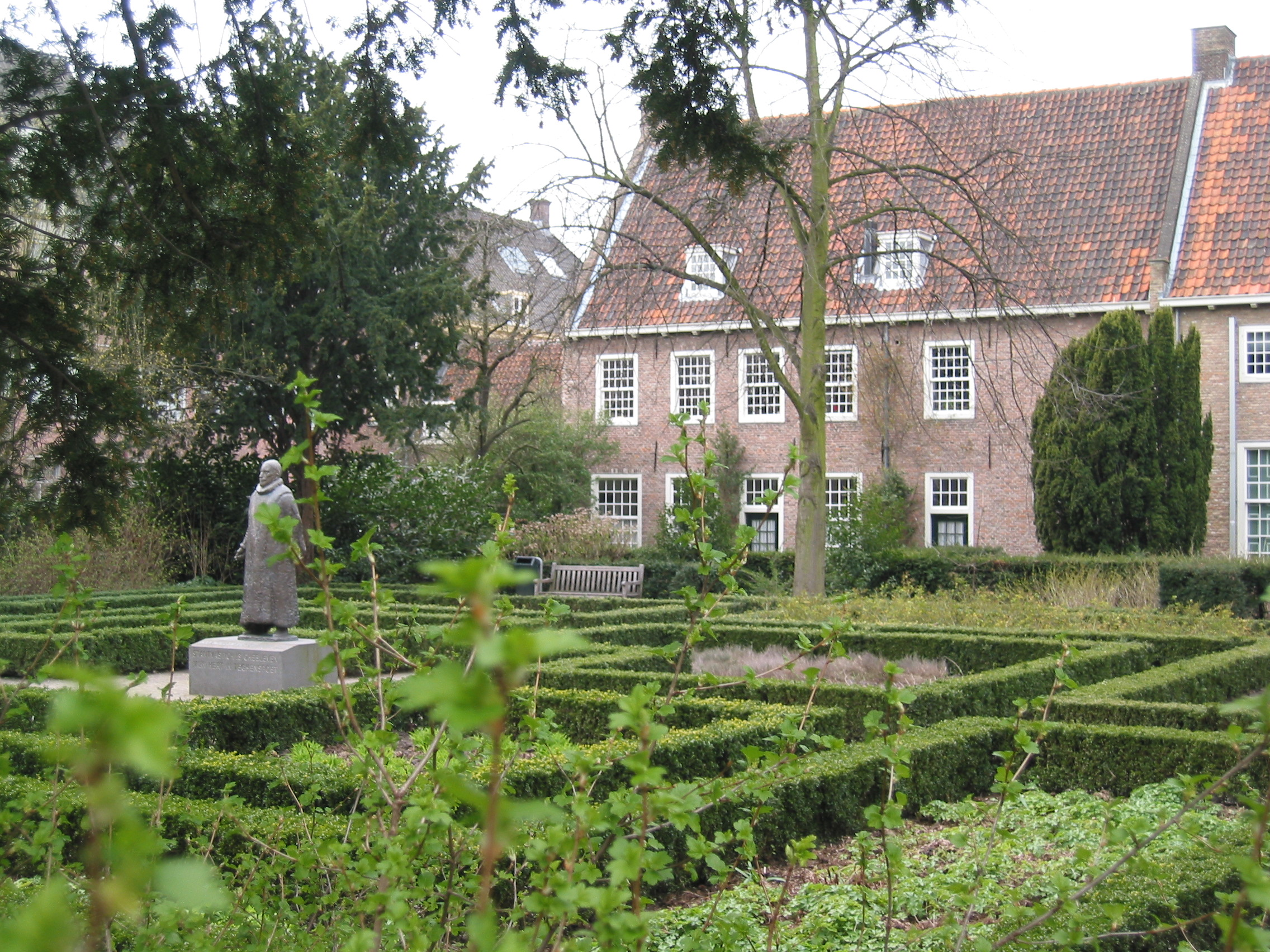
王子宮花園

王子宮（Prinsenhof）是荷蘭城市代爾夫特的一座建築，修建於中世紀時期，最初是一座修道院。這裡曾是威廉一世的住所。現在王子宮是當地博物館的展示場地。博物館成立於1911年。現在博物館主要展示荷蘭皇家時期的繪畫作品。

## 外部連結
- Prinsenhof municipal museum (In Dutch).
- 维基共享资源上的相關多媒體資源：王子宮

52°00′43″N 4°21′14″E / 52.012°N 4.354°E